# Heaven & Earth (album Yes)
Heaven & Earth – album studyjny zespołu Yes, wydany 18 lipca 2014 roku w Japonii nakładem Frontiers Records jako CD.

## Historia albumu
Album Heaven & Earth Yes nagrał na początku 2014 roku w Los Angeles z producentem Royem Thomasem Bakerem. Jest pierwszym albumem Yes z frontmanem Jonem Davisonem, który dołączył do zespołu w 2012 roku.

## Lista utworów
Lista i informacje według Discogs:
| 1. | Believe Again (Davison, Howe)           | 8:02  |
|    |                                         |       |
| 2. | The Game (Squire, Johnson, Davison)     | 6:51  |
|    |                                         |       |
| 3. | Step Beyond (Davison, Howe)             | 5:34  |
|    |                                         |       |
| 4. | To Ascend (White, Davison)              | 4:43  |
|    |                                         |       |
| 5. | In A World Of Our Own (Squire, Davison) | 5:20  |
|    |                                         |       |
| 6. | Light Of The Ages (Davison)             | 7:41  |
|    |                                         |       |
| 7. | It Was All We Knew (Howe)               | 4:13  |
|    |                                         |       |
| 8. | Subway Walls (Downes, Davison)          | 9:03  |
|    |                                         |       |
|    |                                         | 51:27 |
|    |                                         |       |

### Muzycy
- Jon Davison – gitara akustyczna, śpiew
- Chris Squire – gitara basowa, śpiew
- Alan White – perkusja, instrumenty perkusyjne
- Steve Howe – gitara elektryczna, gitara akustyczna, Steel guitar, śpiew
- Geoff Downes – instrumenty klawiszowe, programowanie

### Pozostałe informacje
- Roy Thomas Baker – produkcja
- Roger Dean – obraz na okładce
- Kate Haynes – projekt okładki
- Maor Appelbaum – mastering
- Rob Shanahan – zdjęcia